# Филип II (Франция)
Вижте пояснителната страница за други личности с името Филип II.
Филип II Огюст или Филип II Август (на френски: Philippe II Auguste; * 21 август 1165; † 14 юли 1223) e крал на Франция от 1180 г. до смъртта си. Той е един от най-значимите представители на династията на Капетингите. По време на управлението си Филип II Огюст успява да разшири своите кралски владения повече от два пъти. Той консолидира кралската власт, като ограничава тази на едрите феодали.

## Произход и брак
Роден е на 21 август 1165 г. в Гонес, близо до Париж. Наричан е Dieudonné („даден от Бог“), защото е първи и дългоочакван син на своя баща, Луи VII, от неговата трета съпруга, Адел дьо Блоа-Шампан. Още докато баща му е тежко болен, Филип Огюст е коронясан на 1 ноември 1179 г. в Реймс от своя вуйчо, архиепископът Гийом дьо Шампан (Белоръкия).
На 28 април 1180 г. Филип се жени за Изабела – дъщеря на Балдуин V, граф на Ено, и племенница на Филип, граф на Фландрия. Фландърският граф обещава на краля като зестра земите на Артоа.

## Крал на Франция (1180 – 1223)

### Начало на самостоятелното управление
Английският крал Хенри II Плантагенет пристига в Нормандия, вероятно повикан от членовете на Шампанската династия. Филип се свързва с него и възобновява започнатите от баща му Луи VII преговори за разбирателство между двете страни, като сключва договор с него през юни 1180, три месеца преди смъртта на баща си. В резултат на тези две стъпки Филип II затвърждава позициите си като владетел, на практика поема контрола над Франция и успява да изолира стремежите към властта на своите вуйчовци от Шампанската династия. Луи VII умира на 18 септември 1180 и Филип II става едноличен крал на 15 години.
През 1181 г. фландърският граф Филип Елзаски отказва да спази обещанието си по отношение на Артоа. Той се съюзява с фракцията на Шампаните и така се заражда сериозен бунт срещу краля. В сключения мир от Бове през юли 1185 г., Филип II и фландърският граф си разделят спорните земи. Като част от кралския домен са определени Амиен, Артоа, част от Вермандоа (без Сен Кантен и Перон) и други земи.
През април 1182 г. младият крал изгонва от страната евреите и узурпира тяхната собственост. Официално мотивира този акт, като приписва на евреите отговорността за различни бедствия, но действителната причина е необходимостта от намиране на нови средства за кралската хазна, която в началото на неговото управление е в недобро състояние. След 1198 г. тази мярка е отменена и примирителното отношение, възприето от Луи VII преди, отново става норма.
Най-възрастният син на Филип – Луи се ражда на 5 септември 1187 г. и наследява Графство Артоа след смъртта на майка си, Изабел, през 1190 г.

### Войната с Хенри II
Подписаното споразумение от Бове разчиства пътя на Филип II за атака срещу английския крал Хенри II. Английските териториални владения на континента са постоянна заплаха за френските крале още от времето на Уилям Завоевателя. Хенри II е наследил значителни територии: земите на Нормандия (от своята майка, кралица Матилда), т.нар. Анжуйска империя на Плантагенетите (от своя баща, Жофроа V Плантагенет), както и Аквитания (от брака си с Елеонор Аквитанска). Разпределянето на земите между четиримата му синове (Хенри Младия крал, Ричард, Джефри и Джон) е твърде проблематично. Хенри II е определил Мен, Анже, Турен, Нормандия и Англия за младия Хенри, Аквитания за Ричард, Джефри се налага като владетел на Бретан, а Джон за кратко е не твърде сполучлив лорд на Ирландия. Преждевременната смърт на младия Хенри (от дизентерия през 1183 г.) и на Джефри (по време на турнир през 1186 г.) налагат преразпределение на териториите. Ричард оспорва желанието на баща си да отстъпи Аквитания на Джон и между тях за пореден път назрява конфликт. Филип II се възползва от раздорите сред Плантагенетите, като в последвалите години подкрепя както синовете срещу бащата Хенри II, така и отделните братя един срещу друг.
Филип II напада Бри през лятото на 1187 г., но през юни сключва временно примирие с Хенри II, който оставя във френско владение Изодюн, Фретвал и Вандом. През 1188 г. Филип II умело използва създалото се напрежение между Хенри II и Ричард, и се съюзява с последния. Историкът Роджър от Хоудън, техен съвременник, пише за техните отношения:
| „ | Ричард, херцог на Аквитания, синът на краля на Англия, остана с Филип, краля на Франция, който толкова го почиташе от дълго време, че те ядяха всеки ден на една маса и от една чиния, а нощем леглата им не ги разделяха. И кралят на Франция го обичаше (ценеше) като собствената си душа; и те толкова се обичаха (високо оценяваха), че кралят на Англия бе съвсем изненадан... | “ |

Съществуват различни интерпретации на този текст. Някои автори го цитират в защита на тезата, че между двамата е имало хомосексуална връзка, но има и мнения, че сам по себе си той не би могъл да служи за доказателство в такава насока, тъй като по онова време изброените действия биха могли да са израз на приятелска близост или политически съюз.
Накрая, с мирния договор от 4 юли 1189 г., Хенри II е принуден да потвърди отстъпването на Франция на Изодюн заедно с Грасей и да се откаже от претенциите си към Авиньон. Крал Хенри II умира два дни по-късно. След като Ричард наследява баща си на трона, отношенията им с Филип II постепенно се влошават.

### Участие в Третия кръстоносен поход
През 1187 г. Саладин превзема Йерусалим и папа Григорий VIII предлага организирането на Трети кръстоносен поход. Филип II се включва в кръстоносния поход, като преди отпътуването си прави т.нар. „Завещание от 1190 г.“, с което урежда управлението на държавата в негово отсъствие.
По пътя към Палестина, Филип II среща Ричард I в Сицилия. До известна степен съществуващото напрежение между двете армии е туширано с подписването на споразумението от Месина през март 1191 г. Пристигайки в Палестина, англичаните и французите водят заедно сражения срещу мюсюлманите при Акра. По време на военните действия Филип се разболява от дизентерия и използва заболяването си като претекст, за да се оттегли. Минавайки през Рим, той получава разрешението на папата да преустанови участието си в кръстоносния поход. Филип II се завръща в Париж на 27 декември 1191 г.
Използвайки факта, че фландърският граф Филип загива в кръстоносния поход, и улеснен от отсъствието на Ричард I, Филип II решава да атакува владенията на Плантагенетите във Франция. Той преговаря с по-малкия брат на Ричард – Джон Плантагенет и с таен договор последният се признава за васал на Филип II. Научавайки за приготовленията на Филип II, Ричард I също се подготвя за завръщане, но по пътя е пленен от австрийския херцог Леополд V. Филип II прави всичко възможно да удължи пребиваването на английския крал в плен, но Ричард I е освободен през 1194 г. и влиза във война с французите. Армията на Филип II търпи редица тежки поражения, редувани от временни примирия. През април 1199 г. Ричард I е убит и на английския престол се възкачва крал Джон.
- Филип Огюст приема пратеници от папата, който го приканва да се присъедини към кръстоносния поход (Grandes Chroniques de France,
 XIV в.)
- Среща между Филип II Огюст и Ричард Лъвското сърце

### Победа над Джон Безземни
Крал Джон не е така способен военен стратег, а освен това не е популярен сред английските барони и народните маси. Английският престол е оспорен от Артур Бретански, чийто баща Джефри е по-възрастен от Джон. Филип II подкрепя исканията на Артур. За да тушира създалото се вътрешно напрежение, крал Джон сключва мирен договор с Филип на 22 май 1200 г. Филип II признава правото на Джон да наследи Ричард I, срещу което получава земи в Нормандия. Изодюн и Грасей са отстъпени на Франция като зестра на племенницата на Джон, Бланш Кастилска, която е трябвало да се омъжи за сина на Филип II – бъдещия крал Луи VIII. Накрая Джон се отказва и от претенциите си към Бри и Авиньон.
Скоро след този договор обаче двамата влизат в конфликт. Джон неправомерно отвлича годеницата на своя васал Хю дьо Лузинян и Филип II се възползва от случая да изиска в качеството си на сюзерен Джон да се яви пред френски съд. Неизпълнението на това задължение дава основание на Филип II да конфискува всички владения на Джон във Франция, като една част (Бретан, Мен, Анже и Турен) отстъпва на Артур, който признава сюзеренитета на краля на Франция. Артур е убит скоро след това, вероятно по поръчка на своя чичо Джон. Отвличането (през август 1202 г.) и убийството (през април 1203 г.) дават повод на Филип II да приведе в изпълнение присъдата над Джон. Той навлиза в Нормандия и я завзема. Руан е превзет през 1204 г.; скоро след това кралските войски завземат Мен, Турен, Анже и по-голямата част от Поату. Кралят на Англия (който се сдобива с името „Безземни“) изгубва континенталните си земи с изключение на Аквитания, а Филип Огюст увеличава неколкократно своите владения.
Стремейки се да си върне изгубените територии, крал Джон привлича на своя страна германския император Ото IV, фландърския граф и някои едри феодали. С тяхна помощ френската флота е победена при Дам през 1213 г. Но през следващата 1214 г. французите разгромяват англичаните на 2 юли при Ларош-о-Моан, а на 27 юли и техните съюзници в битката при Бувин (във Фландрия). По този начин Филип Огюст затвърждава завоеванията си и Франция се превръща във водеща европейска сила.
Синът на Филип II, Луи, пристига в Англия през 1216 г. и подкрепен от разбунтувалите се английски барони, успява да бъде коронован за крал. Но през октомври, същата година, Джон Безземни умира и опозицията, поддържана от настроенията срещу него, се разтурва, което принуждава младия Луи да се завърне във Франция.

### Реформи

#### В страната
Със завземането на нови земи пред кралската власт възниква задачата да организира управлението на една значителна територия. Реформата се свежда до създаване на централен апарат – Кралски съвет, и до организиране на местното самоуправление. При тези реформи кралят трябва да преодолява съпротивата на едрите феодали, които се считат за неограничени господари в собствените си владения.
Кралският съвет е постоянна институция при краля, съставена от верни нему феодали и специалисти по законите, финансите и администрацията, т.нар. легисти (законници), произхождащи отчасти от гражданите, отчасти от дребните и средните рицари и духовенството. Начело на отделните окръзи, на които бива разделен кралският домен, застават т.нар. прево, които отначало са управители на кралските имения. Окръзите се съединяват в по-големи единици, т.нар. байажи, възглавявани от кралски чиновници, наричани байи. Присъединените от Филип II едри владения са управлявани от специални кралски чиновници – сенешали. Обикновено кралят ги назначава измежду едрите местни феодали с цел да ги привлече на своя страна.
Филип II реорганизира управлението на страната в административен, финансов и съдебен план, благодарение на което Франция постига икономически разцвет. Неговото царуване е популярно сред обикновените хора, тъй като той ограничава властта на благородниците и предоставя място в управлението на средната класа.
Крал Филип II Огюст има също така значителна роля в развитието на френската архитектура и образование.

#### В столицата
По време на управлението си, Филип II осъществява редица промени и подобрения в Париж, като впоследствие градът се установява като столица на Франция. Сред значителните му стъпки са:
- През 1180 г. премества пазара, намиращ се в северното предградие, близо до болницата Сен Лазар, в центъра на града – там, където днес се намират Халите. През 1183 г. за подобряване на хигиенните условия на пазара са издигнати две нови покрити сгради. Заинтересован от развитието на централния пазар, Филип II сам се ангажира с регулирането на търговията с основни стоки (месо, хляб и вино).
- Филип Огюст павира главните улици.[15] Решението е взето през 1185 г. като мярка срещу неприемливата миризма.[16] През 1222 г. официално е определена ширината на улиците – малко под 6 метра, така че да има възможност да се разминават колите.[16]
- През 1187 г. централното гробище на Париж (използвано до 18 век) е изравнено, дренирано, подобрени са здравните условия и е оградено със стена.
- През 1190 г., преди да тръгне на кръстоносен поход, Филип II започва строежа на стена по десния бряг на реката. В периода 1190 – 1220 г. той построява нова крепостна стена около Париж.[17]
- През 1194 г. установява практиката екземпляр от кралските архиви да се пази трайно в Париж.
- През 1200 г. издава грамота, с която установява статута на университета на Париж (Сорбоната). При неговото управление Париж става европейски образователен център.
- Продължава успешно започналото през 1163 г. строителство на готическата катедрала Нотр Дам.[2]
- Построява кулата, която впоследствие ще се превърне в Лувъра.[18][19] Кралят не живее там, но там се съхраняват архивите (изгубени и възстановени през 1194 г.), там се помещават кралската хазна и оръжейният склад.
- Построени са болниците „Св. Катерина“ и „Трините“ (Св. Троица).[20]

### Конфликт с папата и последни години
След като кралица Изабела умира през 1190 г., на 15 август 1193 г. Филип II се жени за датската принцеса Ингеборг Датска. По неизвестна причина Филип е отблъснат от нея и веднага след сватбата свиква барони и епископи, които обявяват брака за разтрогнат. Ингеборг не е съгласна с това решение и го обжалва в Рим. Въпреки възраженията на папа Целестин III, кралят се жени за принцеса Агнес Меранска на 7 май 1196 г. Ингеборг е затворена в метох. Избраният скоро след това папа Инокентий III обявява, че бракът с Агнес Меранска е невалиден, тъй като Филип Огюст е все още женен за Ингеборг. Той препоръчва на Филип да се раздели с Агнес. Кралят отказва и папата го отлъчва от църквата през 1199 г. Отлъчването продължава до 7 септември 1200 г. След смъртта на Агнес Меранска, папата се съгласява да признае за законни двете деца от брака с Филип II, но френският крал все още неуспешно настоява за развод с Ингеборг.
През 1210 г. той възнамерява да се ожени за принцесата на Тюрингия, но за пореден път получава отказ за развод от папския легат. Поради натиск от страна на папата и от брата на Ингеборг, крал Валдемар II Датски, Филип Огюст накрая склонява да признае Ингеборг за френска кралица през 1213 г.
Филип Огюст умира на 14 юли 1223 г. в Мант и е погребан в базиликата Сен Дени. Наследен е на трона от сина си Луи VIII.

## Деца
От брака с Изабела от Хенегау има един син:
- Луи VIII Лъва – крал на Франция.

От брака с Агнес Меранска има децата:
- Мари Френска (ок. 1198 – 1224), омъжена 1. за Филип I (1175 – 1212), граф на Намюр; 2. през 1206 г.за Хенри I (ок. 1165 – 1235), херцог на Брабант през 1213 г.
- Филип Юрпел (1200 – 1234), граф на Клермон и Булон; през 1216 се жени за Матилд дьо Дамартен (ок. 1202 – 1259).
- Жан-Тристан (мъртвороден 1201 г.)

Мари Френска и Филип Юрпел са признати от папа Инокентий III за законни наследници на Филип II Огюст.
От извънбрачна връзка с „дама от Арас“ има един син:
- Пиер Шарло (1205 – 1249), епископ на Тур (или Ноайон?).

## В театъра и киното
Филип II е герой в историческата пиеса „Лъвът през зимата“ от Джеймс Голдман. През 1968 г. пиесата е адаптирана от автора си за филмов сценарий, който печели Оскар. Във филма „Лъвът през зимата“ ролята на Филип е изиграна от Тимъти Долтън. През 2003 г. е направен римейк за телевизията с режисьор Андрей Кончаловски. В тази „Лъвът през зимата“ ролята на Филип се изпълнява от Джонатан Рийс Майерс. В пиесата е отразена теорията за предполагаемата хомосексуална връзка между Филип Огюст и Ричард I. Този аспект не е особено застъпен във филма от 1968 г. и е възобновен в известна степен във версията от 2003 г.

## Предшественици
| Филип II | Баща: Луи VII               | Дядо по бащина линия: Луи VI                | Прадядо по бащина линия: Филип I                    |
| Филип II | Баща: Луи VII               | Дядо по бащина линия: Луи VI                | Прабаба по бащина линия: Берта Холандска            |
| Филип II | Баща: Луи VII               | Баба по бащина линия: Аделхайд Савойска     | Прадядо по бащина линия: Хумберт II дьо Мориен      |
| Филип II | Баща: Луи VII               | Баба по бащина линия: Аделхайд Савойска     | Прабаба по бащина линия: Жизела Бургундска          |
| Филип II | Майка: Адел дьо Блоа-Шампан | Дядо по майчина линия: Тибо II Шампан       | Прадядо по майчина линия: Етиен II Анри дьо Блоа    |
| Филип II | Майка: Адел дьо Блоа-Шампан | Дядо по майчина линия: Тибо II Шампан       | Прабаба по майчина линия: Адела Нормандска          |
| Филип II | Майка: Адел дьо Блоа-Шампан | Баба по майчина линия: Матилда вон Спонхейм | Прадядо по майчина линия: Енгелбелт II вон Спонхейм |
| Филип II | Майка: Адел дьо Блоа-Шампан | Баба по майчина линия: Матилда вон Спонхейм | Прабаба по майчина линия: Ута вон Пасау             |